# Lunar (노래)
《Lunar》는 2011년 8월 15일에 발매된 데이비드 게타의 노래이다. 버진 레코드에 의해 발매되었다.

## 곡 목록
| #  | 제목      | 재생 시간 |
| -- | --------- | --------- |
| 1. | 〈Lunar〉 | 5:16      |